# Tokologo
Tokologo (officieel Tokologo Local Municipality) is een gemeente in het Zuid-Afrikaanse district Lejweleputswa.
Tokologo ligt in de provincie Vrijstaat en telt 28.986 inwoners.

## Hoofdplaatsen
Het nationaal instituut voor de statistiek, Stats SA, deelt sinds de census 2011 deze gemeente in in 6 zogenaamde hoofdplaatsen (main place):
Boshof • Dealesville • Hertzogville • Malebogo • Seretse • Tokologo NU.